# Jules Adenis
 Jules Adenis  (Paris,  França   1823  —  1900 ) foi um dramaturgo e libretista de ópera francês.

## Libretos
- Jacques Offenbach: Un postillon en gage (1856)
- Ernest Guiraud: Sylvie (1864)
- Jules Massenet: La grand'tante (1867)
- Georges Bizet: La jolie fille de Perth (1867)
- Henry Charles Litolff: Les templiers (1886)
- Umberto Giordano: Marcella´´ (1907)